# Technoseum
Technoseum, tidigare Landesmuseum für Technik und Arbeit, är ett tyskt teknologimuseum i Mannheim i Baden-Würtemberg. Museet visar utställningar om industrialiseringen i delstaten Baden-Würtemberg. 
Museibyggnaden, som planerades och uppfördes 1982–1990, ritades av Berlin-arkitekten Ingeborg Kuhler. 
Technoseum fick 1992 priset European Museum of the Year Award.

## Museifartyg

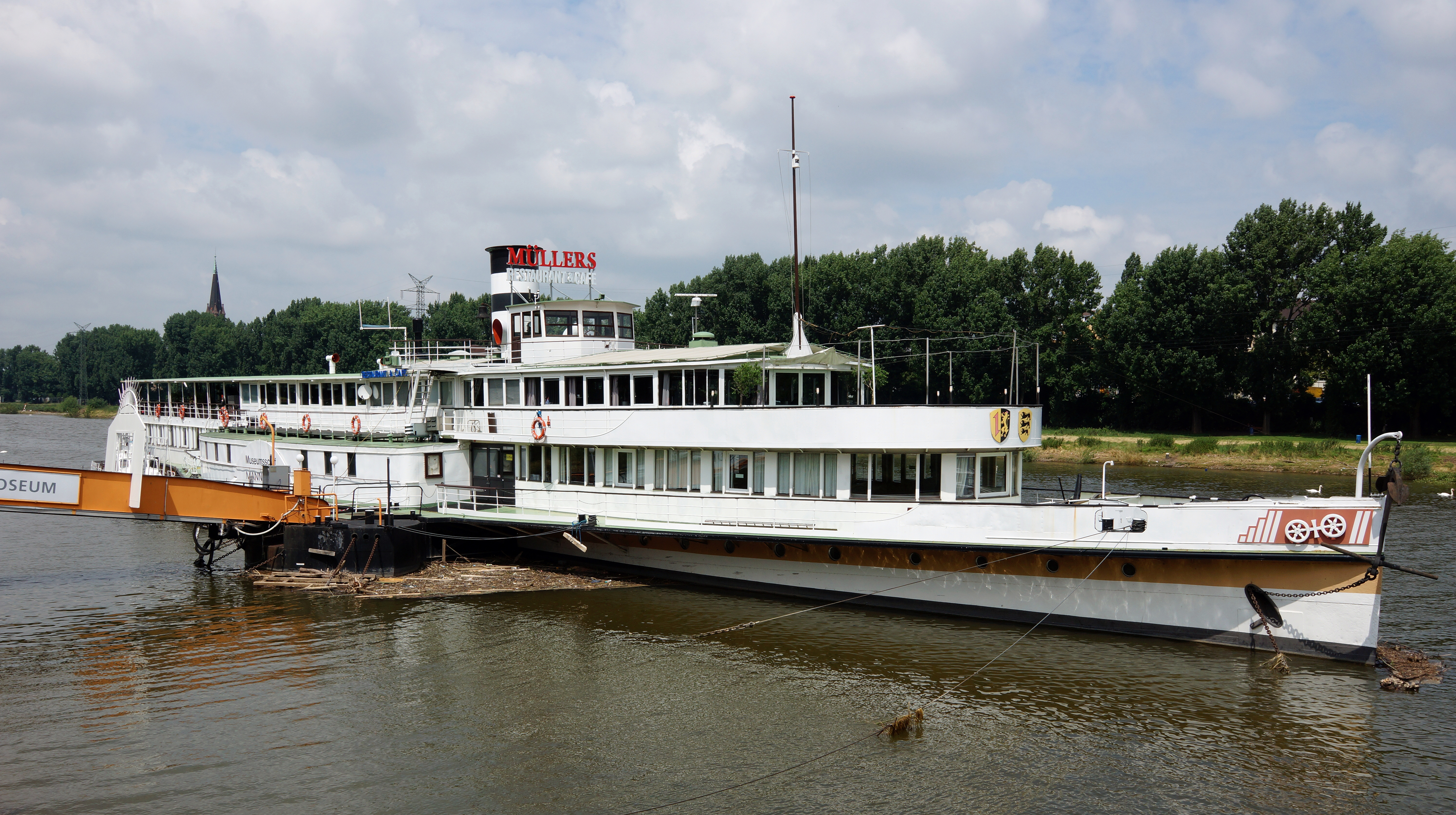
Museifartyget Mainz vid floden Neckars strand.

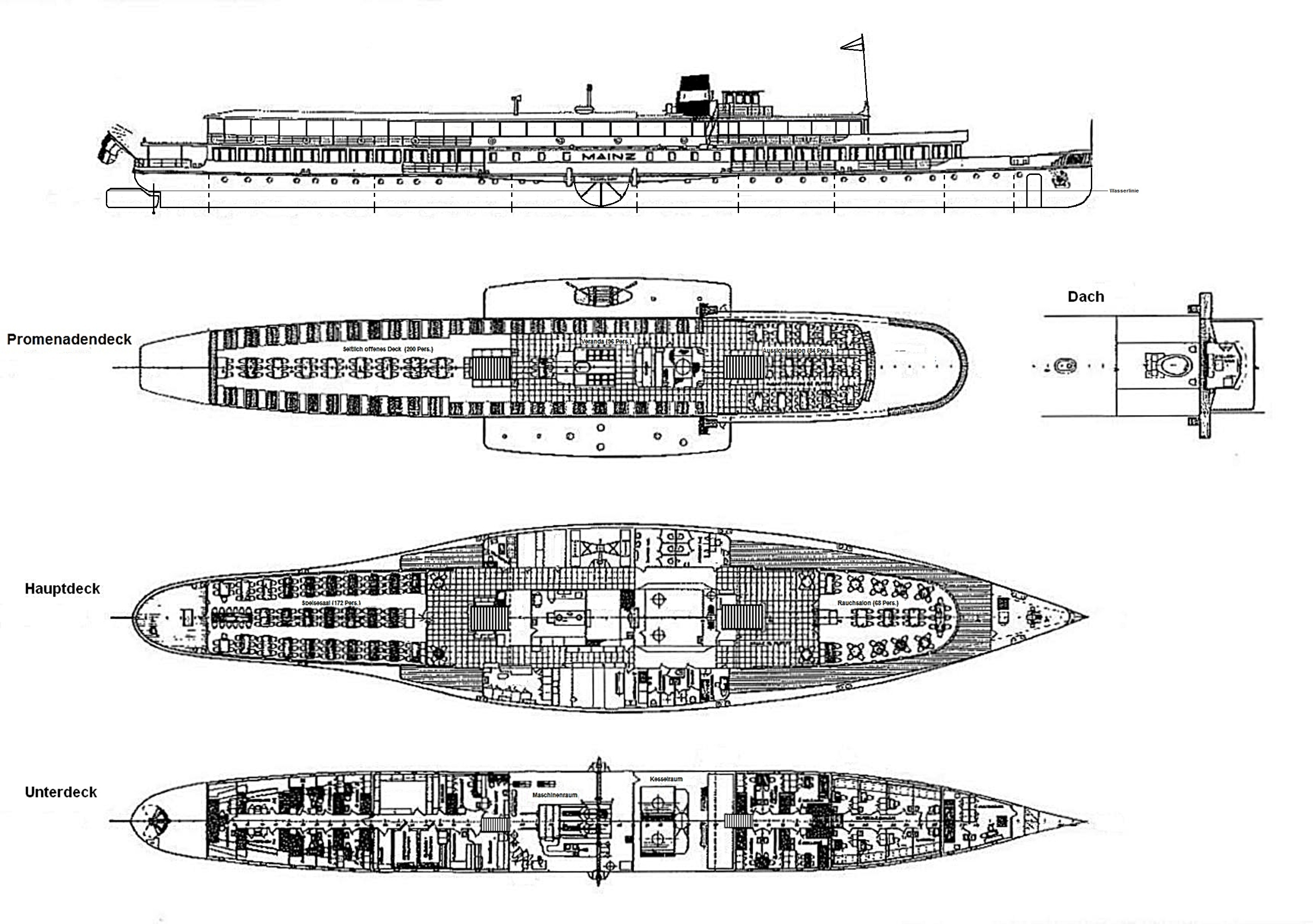
Däcksplan över Mainz, 1957.

Technoseums museifartyg Museumsschiff Mannheim, tidigare Mainz, ligger vid Neckar vid Kurpfalzbrücke i Mannheim. Hjulångaren är utställningsföremål i sig och också utställningshall om inrikes fartygstrafik.
Hjulångaren är 83,62 meter lång, 8,70 meter bred (16,20 meter över hjulhusen) och har ett djupgående på 1,46 meter. Den tar 1 790 passagerare.
Hjulångaren Mainz byggdes 1928-29 för passagerartrafik på Rhen mellan Düsseldorf och Köln.